# Strimtåg
Strimtåg (Juncus foliosus) är en tågväxtart som beskrevs av René Louiche Desfontaines. Enligt Catalogue of Life ingår Strimtåg i släktet tåg och familjen tågväxter, men enligt Dyntaxa är tillhörigheten istället släktet tåg och familjen tågväxter. Enligt den svenska rödlistan är arten starkt hotad i Sverige. Arten förekommer i Götaland. Artens livsmiljö är våtmarker, sjöar och vattendrag. Inga underarter finns listade i Catalogue of Life.

## Bildgalleri

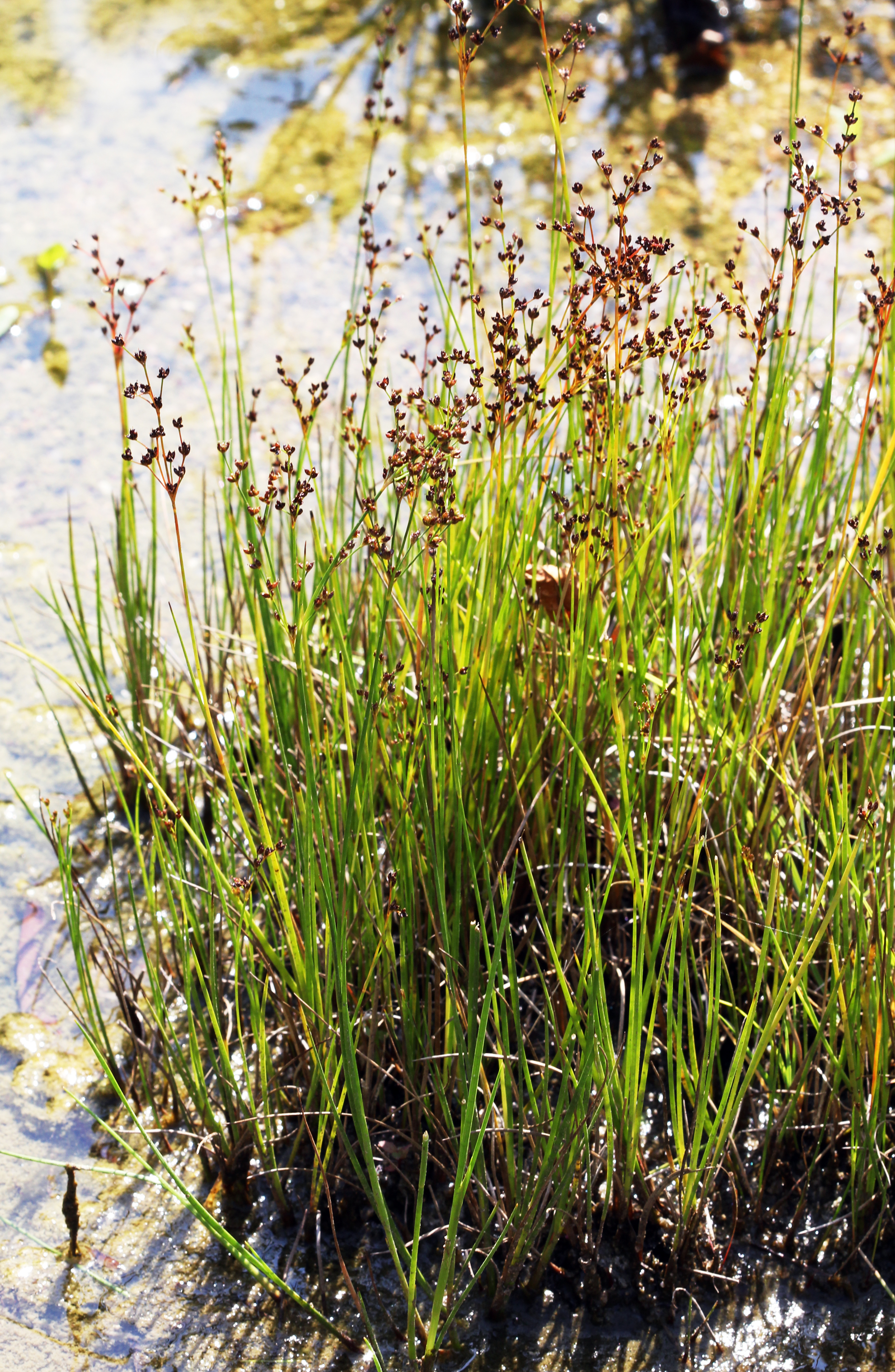
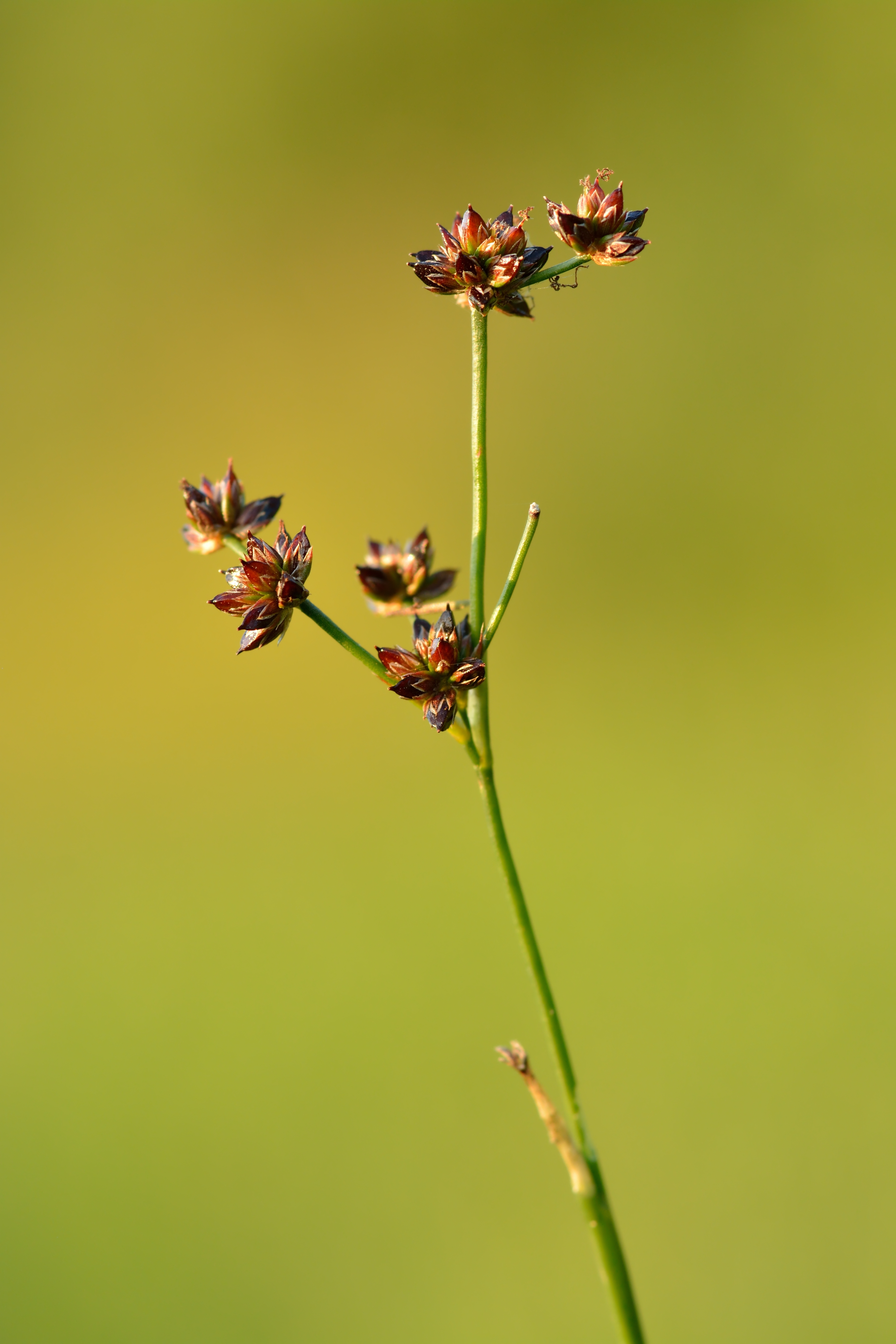